# Campionati norvegesi di sci alpino 1971
I Campionati norvegesi di sci alpino 1971 si svolsero a Voss tra il 5 e il 7 marzo; furono assegnati i titoli di discesa libera, slalom gigante, slalom speciale e combinata, sia maschili sia femminili.

## Risultati

### Uomini

#### Discesa libera
| Pos. | Atleta           | Nazione  |
| ---- | ---------------- | -------- |
| 1    | Hans Bjørge      | Norvegia |
| 2    | Bjarne Strand    | Norvegia |
| 3    | Peik Christensen | Norvegia |

Data: 5 marzo

#### Slalom gigante
| Pos. | Atleta           | Nazione  |
| ---- | ---------------- | -------- |
| 1    | Hans Bjørge      | Norvegia |
| 2    | Egil Myrhaug     | Norvegia |
| 3    | Peik Christensen | Norvegia |

Data: 6 marzo

#### Slalom speciale
| Pos. | Atleta      | Nazione  |
| ---- | ----------- | -------- |
| 1    | Lasse Hamre | Norvegia |
| 2    | Bjørn Viker | Norvegia |
| 3    | Hans Bjørge | Norvegia |

Data: 7 marzo

#### Combinata
| Pos. | Atleta        | Nazione  |
| ---- | ------------- | -------- |
| 1    | Hans Bjørge   | Norvegia |
| 2    | Bjarne Strand | Norvegia |
| 3    | Bjørn Viker   | Norvegia |

Data: 5-7 marzo

### Donne

#### Discesa libera
| Pos. | Atleta                | Nazione  |
| ---- | --------------------- | -------- |
| 1    | Karianne Christiansen | Norvegia |
| 2    | Gyri Sørensen         | Norvegia |
| 3    | Toril Førland         | Norvegia |

Data: 5 marzo

#### Slalom gigante
| Pos. | Atleta                | Nazione  |
| ---- | --------------------- | -------- |
| 1    | Karianne Christiansen | Norvegia |
| 2    | Gyri Sørensen         | Norvegia |
| 3    | Toril Førland         | Norvegia |

Data: 6 marzo

#### Slalom speciale
| Pos. | Atleta             | Nazione  |
| ---- | ------------------ | -------- |
| 1    | Toril Førland      | Norvegia |
| 2    | Gyri Sørensen      | Norvegia |
| 3    | Ellen Karin Vangen | Norvegia |

Data: 7 marzo

#### Combinata
| Pos. | Atleta          | Nazione  |
| ---- | --------------- | -------- |
| 1    | Toril Førland   | Norvegia |
| 2    | Gyri Sørensen   | Norvegia |
| 3    | Bente Bjørnstad | Norvegia |

Data: 5-7 marzo